# Kostelec (Hodoníni járás)
Kostelec település Csehországban, Hodoníni járásban. Kostelec Vlkoš, Moravany, Hýsly, Kelčany, Čeložnice és Kyjov településekkel határos. Lakosainak száma 874 fő (2024. január 1.).

## Népesség
A település lakosságának változását az alábbi diagram mutatja:
| Lakosok száma | 711  | 795  | 964  | 829  | 754  | 750  | 915  | 898  | 901  | 874  |
|               | 1869 | 1890 | 1921 | 1950 | 1980 | 2001 | 2017 | 2019 | 2022 | 2024 |